# Corythopis
Genre
Corythopis est un genre de passereaux de la famille des Tyrannidés. Il se trouve à l'état naturel en Amérique du Sud,.

## Liste des espèces
Selon la classification de référence du Congrès ornithologique international (version 6.4, 2016) :
- Corythopis torquatus Tschudi, 1844 — Corythopis à collier
  - Corythopis torquatus sarayacuensis Chubb, C, 1918
  - Corythopis torquatus anthoides (Pucheran, 1855)
  - Corythopis torquatus torquatus Tschudi, 1844
- Corythopis delalandi (Lesson, R, 1831) — Corythopis de Delalande